# Agesilau II
Agesilau II (em grego: Ἀγησίλαος; romaniz.: Aguessílaos; Esparta, 444 a.C. – Cirene, 360 a.C.) foi rei da cidade-Estado grega de Esparta, de 400 a.C. a 360 a.C., tempo durante o qual foi, nas palavras do célebre historiador Plutarco, "comandante e rei tão bom quanto qualquer outro de toda a Grécia". Foi identificado enormemente, durante seu reinado, com os feitos e fortunas de seu país.
Pertenceu à dinastia euripôntida, e era filho de Arquídamo II, jovem meio-irmão de Ágis II, ao qual sucedeu até 401 a.C. Ágis tinha um filho, Leotíquidas, que foi afastado como ilegítimo, por culpa de um rumor segundo o qual seria filho de Alcibíades. O êxito de Agesilau foi devido, em grande parte, a seu amor pederástico por Lisandro, quem esperou encontrar nele uma ferramenta disposta à promoção de seus desígnios políticos; nesta esperança, contudo, Lisandro se decepcionou, o crescente poder de Agesilau o conduziu à queda.